# Catochrysops caledonica
Catochrysops caledonica är en fjärilsart som beskrevs av Felder 1862. Catochrysops caledonica ingår i släktet Catochrysops och familjen juvelvingar. Inga underarter finns listade i Catalogue of Life.